# Horochowe (obwód czernihowski)
Horochowe (ukr. Горохове) – wieś na Ukrainie, w obwodzie czernihowskim, w rejonie nowogrodzkim, w hromadzie Korop. W 2001 liczyła 158 mieszkańców.